# Киз-Кермен
Киз-Кермен (крим. Qız Kermen) — городище в Бахчисарайському районі Криму, поблизу села Машине. Назва з кримськотатарської мови перекладається як «дівоча фортеця» (qız — дівчина, kermen — фортеця).

## Історія
Збереглися в основі оборонної стіни, залишки кладки IV-III ст. до н.е., що найбільш імовірно були збудовані за допомогою мешканців Херсонесу. У VIII-IX ст. на залишках укріплення попередніх епох і була збудована та стіна. В античності територія городища не забудовувалася і служила притулком в разі небезпеки. Пов'язане з укріпленням велике поселення I ст. до н.е. - I ст. н.е. розташовувалося на плато північніше городища і складалося з огороджених стінами суміжних садиб, зрідка розділених вузькими проходами.
Існує припущення, що на Киз-кермені могло знаходитись середньовічне місто Фулли, згаданий в письмових джерелах VIII-IX ст.
Комплекс житлових і оборонних споруд останнього періоду датується VIII-IX ст. Кілька приміщень висічено в скелі, що дає підставу відносити Киз-кермен до печерних міст.
Координати - 44.70972, 33.91888